# Camaxtli

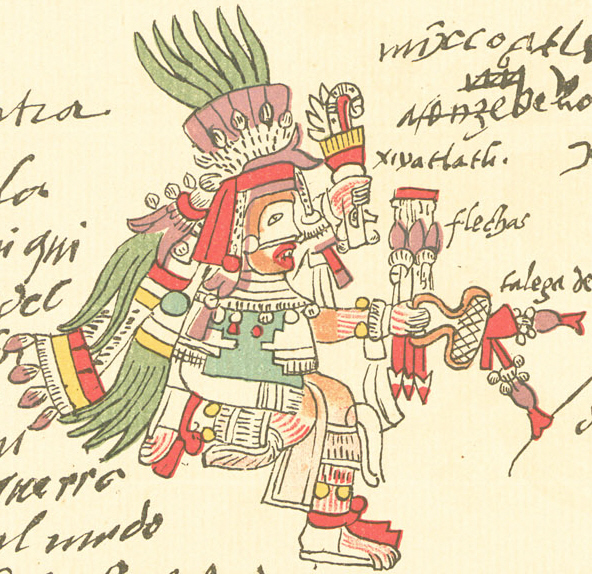

Camaxtli, cunoscut și ca Mixcoatl-Camaxtli sau Mixcoatl-Camaxtli-Xocotl, a fost în mitologia aztecă și mitologia Maya zeul vânătorii, războiului, sorții și focului, care ar fi fost inventat de el însuși, acesta fiind unul din cei patru zei creatori ai planetei noastre, iar de către populația Chichimec acesta era considerat zeitate tribală. 

Zeul implica realizarea de sacrificii omenești, transformând luptătorii morți pe câmpul de luptă în stele pe cerul estic. 

## Reprezentare
Este reprezentat cu o mascǎ neagrǎ peste ochi și dungi distinctive roșii și albe pe corp. Împǎrțea aceste trǎsǎturi cu Quetzalcoatl, stǎpânul stelei zorilor, dar spre deosebire de acesta, Camaxtli distins  prin uneltele de vânǎtoare, ce includeau un arc cu sǎgeți și o plasǎ sau un coș pentru pradǎ.
Acest articol referitor la mitologia aztecă  este deocamdată un ciot. Puteți ajuta Wikipedia prin completarea sa!